# کیتو
کیتو (نام رسمی: سن‌فرانسیسکو د کیتو) پایتخت کشور اکوادور، واقع در شمال غربی آمریکای جنوبی، است. این شهر در شمال اکوادور قرار دارد و ارتفاع آن ۹۳۰۰ پا (۲۸۵۰م) از سطح دریا است (اندازه‌گیری شده در "پلاسا د لا ایندِپندنسیا)، که سبب شده کیتو دومین پایتخت بلند جهان باشد. جمعیت این شهر بنا بر آخرین سرشماری‌ها (۲۰۰۱) ۱٫۳۹۹٫۳۷۸ نفراست. البته در سال ۲۰۱۵ جمعیت تخمینی این شهر ۲٫۰۷۷٫۷۳۴ نفر بوده‌است (ایالت). کیتو حدوداً ۱۱۲ مایل مربع (۲۹۰کیلومتر مربع) مساحت دارد.
اینکه کیتو دومین پایتخت بلند جهان از لحاظ ارتفاع در جهان باشد تا حدودی جای بحث دارد زیرا لاپاس، در بولیوی، که بلندتر از این شهر است، پایتخت دولتی بولیوی است (یعنی جایی که دولت بولیوی در آن فعالیت می‌کند)؛ و در حقیقت سوکره که کم ارتفاع‌تر از کیتو است پایتخت قانونی بولیوی به‌شمار می‌رود.
کیتو در حدود ۱۵ مایلی (۲۵ کیلومتری) جنوب خط استوا واقع شده‌است. بنایی تاریخی که مشخص‌کنندهٔ خط استوا است به زبان محلی لا میتاد دل موندو (میانهٔ جهان) نامیده می‌شود. به دلیل ارتفاع و موقعیت جغرافیایی این شهر، کیتو دارای آب و هوای معتدل مایل به سرد است که تقریباً در طول سال ثابت است؛ بیشینهٔ دمای آن معمولاً حدود ۶۷ درجه فارنهایت (˚۲۰C در روز و کمینهٔ دمای آن حدود ۴۹ درجهٔ فارنهایت (˚۱۰ C) در شب است. این شهر تنها دو فصل را تجربه می‌کند: تابستان (فصل خشک) و زمستان (فصل بارانی).
کیتو پس از گوای‌اکیل دومین شهر پرجمعیت در اکوادور است.

## تاریخ

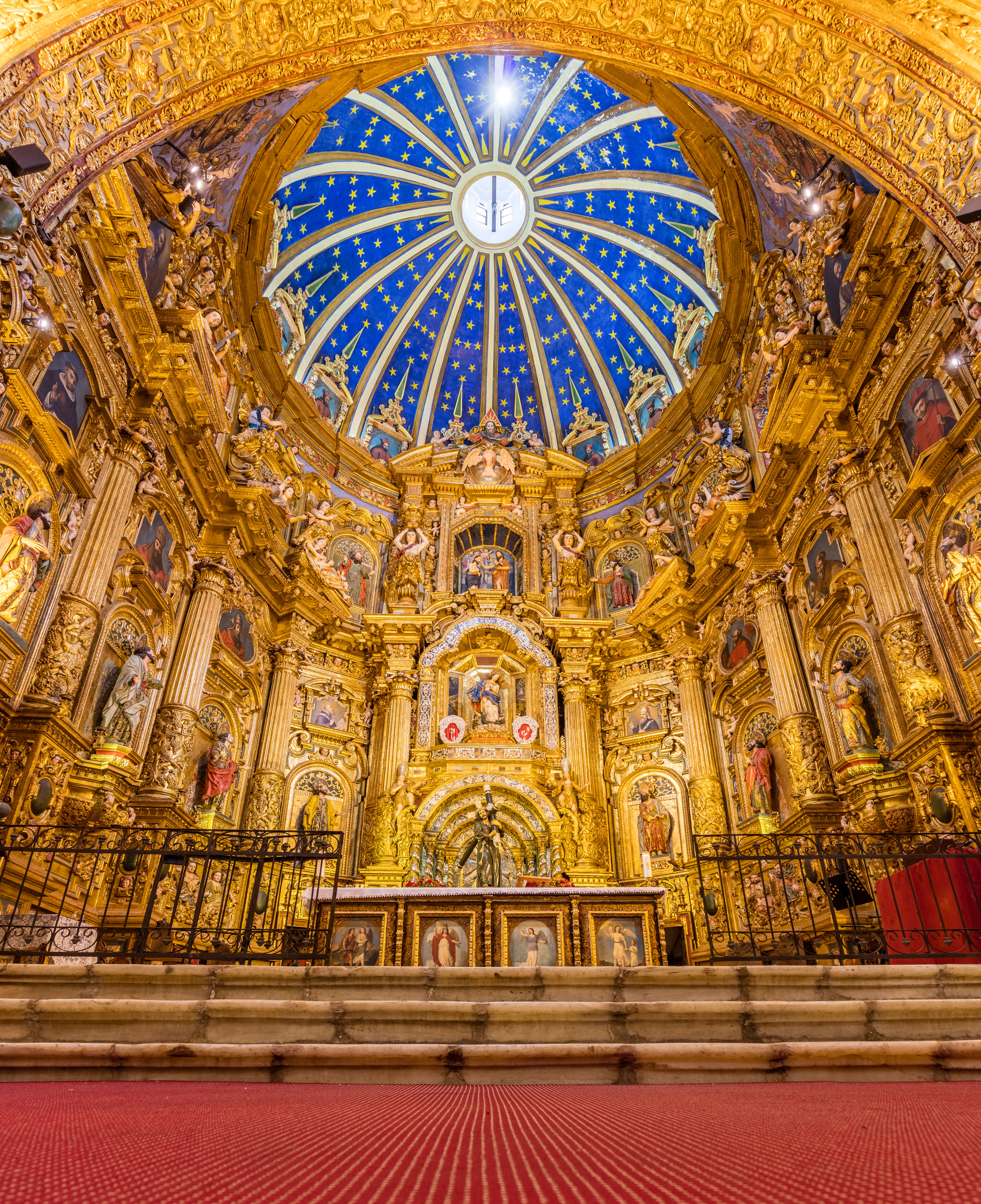
کلیسای سنت فرانسیس، کیتو

### دوران پیش از استعمار اسپانیا
اصل کیتو به هزارهٔ اول بازمی‌گردد، یعنی زمانی که قبایل صحرانشین به این منطقه پا گذاشتند و سر انجام در جایی که در حال حاضر کیتو قرار دارد مرکزی تجاری را شکل دادند. در اوایل قرن شانزدهم، اینکاها با امید گسترش دسترسی قلمروشان، بر شهر غلبه کردند، اما با رسیدن اسپانیایی‌ها در سال ۱۵۳۳ تمام آن نقشه‌ها بر باد رفت. رومیناهوی، یک ژنرال جنگی اینکایی، به خاطر آنکه شهر به دست اسپانیایی‌ها نیفتد شهر را سوزاند و در نتیجه هیچ اثری از شهر پیش از دوران استعمار اسپانیا باقی نماند.

## مستعمره
مقاومت بومی در برابر کشورگشایی اسپانیایی طی ۱۵۳۴ ادامه پیدا کرد و در ۱۵ آگوست همان سال فرانسیسکو پیسارو، سن‌فرانسیسکو د کیتو را بنیان‌گذاری کرد. ۲۰۴ مستعمره‌نشین و سباستیان د بن‌الکاسار، که رومینیاهویی را مغلوب کرده، مقاومت منظم را به‌طور کامل پایان دادند، شهر را در ۶ دسامبر ۱۵۳۴ به‌طور رسمی بنیاد نهادند. پس از آن رومینیاهویی در ۱۰ ژانویهٔ ۱۵۳۵ اعدام شد. در ۱۴ مارس سال ۱۵۴۱ کیتو شهر نامیده شد و در ۱۴ فوریهٔ ۱۵۵۶ «می نوبل‌ای می لیل سیوداد د فرانسیسکو د کیتو(» شهر شکوهمند و سلطنتی سانفرانسیسکو کیتو") عنوان گرفت.
اسپانیایی‌ها بی‌درنگ کلیسایی کاتولیک در کیتو تأسیس کردند و اولین معبد (به نام ال بلن) پیش از آنکه شهر رسماً افتتاح شود ساخته شده بود. در ژانویه ۱۵۳۵ صومعهٔ سن‌فرانسیسکو بنا نهاده شد که اولین صومعه از میان ۲۰ کلیسا و صومعه‌ای بود که طی دوران استعمار ساخته شد. اسپانیایی‌ها با تلاش بسیار مردم بومی را به پذیرش مسیحیت وامی‌داشتند و از آن‌ها به عنوان کارگر مجانی در ساخت و ساز، به خصوص در مراحل اولیه، استفاده می‌کردند. اسقف‌نشین کیتو در ۱۵۴۵ تأسیس شد و در سال ۱۸۴۹ به سراسقف‌نشین کیتو ارتقا یافت.
در سال ۱۸۰۹ پس از تقریباً ۳۰۰ سال از استعمار اسپانیا، کیتو شهری با ۱۰۰۰۰ سکنه بود، و در ۱۰ آگوست سال ۱۸۰۹ بود که اولین اعلان‌های استقلال شنیده شد. با آمدن نیروهای اسپانیایی از لیما و پرو این جنبش در ۱۲ آگوست سال ۱۸۱۰ خنثی شد و رهبران شورش و حدود ۲۰۰ نفر از ساکنین شهر کشته شدند. زنجیره‌ای از درگیری‌ها در ۲۴ مه ۱۸۲۲، زمانی که آنتونیو خوسه د سوکره تحت فرماندهی سیمون بولیوار سربازان را وارد نبرد پیچینچا کرد، به ثمر نشست. پیروزی آن‌ها دال بر استقلال کیتو و مناطق اطراف آن بود.

## گرن کلمبیا
چند روز پس از نبرد پیچینچا در ۲۴ مه ۱۸۲۲، رهبران شهر استقلال خود را اعلام کردند و اجازه دادند شهر به جمهوری گرن کلمبیا بپیوندد. سیمون بولیوار در تاریخ ۱۶ ژوئن ۱۸۲۲ به کیتو رفت و در زمان امضای قانون اساسی کلمبیا در ۲۴ ژوئن ۱۸۲۲ حاضر بود.

## پایتخت اکوادور
این ادامه داشت تا ۱۳ مه ۱۸۳۰ یعنی زمانی که گرن کلمبیا تجزیه شد و این کشور جمهوری اکوادور نام گرفت، و کشوری مستقل شد. چون کیتو خاستگاه اصلی بسیاری از فرهنگ‌های دوران پیش از استعمار اسپانیا بود و نیز به دلیل نقش آن در استقلال اکوادور و از آنجا که مقر دولتی مهمی بود به عنوان پایتخت کشور انتخاب شد.
از اولین سال‌های جمهوری، کیتو جهت دهندهٔ راهپیمایی‌ها و هیجان‌های سیاسی بود. در سال ۱۸۳۳ دولت اعضای انجمن ساکنین آزاد کیتو را، پس از توطئهٔ آن‌ها ضد دولت، ترور کرد و در تاریخ ۶ مارس ۱۸۴۵ انقلاب مارسیست آغاز شد. بعدها در سال ۱۸۷۵ م رئیس‌جمهور کشور گابریل گارسیا مورنو در کیتو ترور شد. ۲ سال بعد در (میلادی) ۱۸۷۷ م اسقف اعظم خوسه ایگناسیو چکا‌ای باربا مسموم و کشته شد.
در سال ۱۸۸۲ م شورش‌هایی ضد رژیم دیکتاتور ایگناسیو د وینتمیلا بر پا شد. پیروزی آن‌ها به خشونت‌هایی که در سراسر کشور اتفاق می‌افتاد پایان نداد. در تاریخ ۹ ژوئیه ۱۸۸۳ فرماندهٔ لیبرال الوی الفارو در نبرد گوای‌اکیل شرکت کرد و بعدها پس از درگیری‌های دیگر، در تاریخ ۴ سپتامبر ۱۸۹۵ رئیس‌جمهور اکوادور شد. او پس از اتمام دومین دوره‌اش در سال ۱۹۱۱ به اروپا رفت اما پس از بازگشتش به اکوادور و تلاشش برای بازگشت به قدرت، در تاریخ ۲۸ ژانویه ۱۹۱۲ دستگیر و روانهٔ زندان شد، و به دست گروهی شورشی که به زندان یورش برده بودند ترور شد. بدن او در خیابان‌های کیتو تا پارکی در شهر کشیده شد و در آنجا سوزانده شد.
در سال ۱۹۳۲ جنگ چهار روزه روی داد که یک جنگ داخلی بود و به دنبال آن نپتالی بُنیفاس در انتخابات به پیروزی رسید اما پس از این انتخابات معلوم شد که وی یک گذرنامهٔ پرویی داشته. در سال ۱۹۳۴ کارگران یک کارخانهٔ بزرگ منسوجات دست به اعتصاب زدند و ناآرامی‌های مشابه تا امروز ادامه دارد. در ۱۲ فوریهٔ ۱۹۴۹ پخش واقع بینانهٔ رمان " جنگ جهان‌ها ی چ. گ. ولز منجر به ایجاد فضای رعب و وحشت در سراسر شهر و کشته شدن ۶ نفر، در آتش‌سوزی‌هایی که شورش کنندگان به راه انداخته بودند، شد.
در سالهای اخیر، کیتو نقطهٔ مرکزی تظاهرات‌های عظیمی بوده که منجر به برکنار شدن این رؤسای جمهور شده‌است: ابدولا بوکارام (۵ فوریهٔ ۱۹۹۷)، جمیل مهاد (۲۱ ژانویه (۲۰۰۰) و لوسیو گوتیِرس (۲۰ آوریل ۲۰۰۵).

## جغرافی
کیتو در رشته کوه‌های شمالی اکوادور در حوزهٔ رود گوایابامبا قراردارد. بخش شرقی این حوزه را چندین آتشفشان محاصره کرده‌اند، که عبارتند از: کوتوپکسی، آنتیسانا، سینکولاگوآ و کایامبه (آتشفشان) در شرق؛ ایلینیسا، اتاکاسو، پیچینچا و پولوگوآ در غرب.
گوآگوآ پیچینچا تنها ۱۳ مایل (۲۱کیلومتر) از غرب کیتو فاصله دارد و فعالیت آتشفشانی مداومی از خود نشان داده‌است و به‌طور دائم تحت کنترل و مراقبت است. آخرین فعالیت فورانی مهم آن در تاریخ ۵ اکتبر و ۷ اکتبر ۱۹۹۹ به ثبت رسیده که در آن زمان حجم عظیمی از خاکستر بر روی شهر نشست و اختلال فراوانی، از جمله بسته شدن فرودگاه بین‌المللی شهر، را سبب شد. بدترین اتفاق در سال ۱۶۶۰ روی داد که بیش از ۱۰ اینچ (۲۵ cm) خاکستر شهر را پوشاند. کیتو تنها پایتخت جهان در دنیا است که به‌طور مستقیم در معرض خطر یک آتشفشان فعال قراردارد.» فعالیت دیگر آتشفشان‌های نزدیک نیز می‌تواند بر این شهر تأثیرگذار باشد؛ در ماه نوامبر سال ۲۰۰۲ پس از فورانی در آتشفشان رونتادور به مدت چند روز بارانی از خاکستر بر شهر می‌بارید (بیش از آنچه در سال ۱۹۹۹ روی داد).
«
این منطقه زلزله خیز نیز می‌باشد. شدیدترین زلزله‌ای که تاکنون در کیتو روی داده در سال ۱۷۹۷ بوده که در آن ۴۰٫۰۰۰نفر کشته شده‌اند. آخرین رویداد جدی زلزله با شدت ۷ در مقیاس ریشتر در سال ۱۹۸۷ روی داد که مرکز آن در حدود ۵۰ مایلی (۸۰ کیلومتری) این شهر بود و منجر به کشته شدن تقریباً ۱۰۰۰ نفر در اکوادور شد. به ساختمان‌های کیتو خسارت کمی وارد شد.
در تاریخ ۱۶ اکتبر سال ۲۰۰۶ شهر زلزله‌ای را با شدت ۱/۴ در مقیاس ریشتر احساس کرد. هیچ خسارت جدی‌ای گزارش نشد.
فهرستی از آتشفشانها، پارک‌های طبیعی و جاذبه‌های طبیعی مهم اطراف کیتو در زیر آمده‌است:
| - منطقهٔ حفاظت شدهٔ آتشفشان پاسوچوا - پارک طبیعی آتشفشان کوتوپکسی - منطقهٔ حفاظت شدهٔ اکولوژیک ایلینیسا پیکس - منطقهٔ حفاظت شدهٔ آتشفشان آنتیسانا - منطقهٔ حفاظت شدهٔ آتشفشان‌های روکو و گوآگوآ پیچینچا - آبشارهای گرم پاپالاکتا واویاکاچی | - آتشفشان کایامبه – پارک طبیعی کوکا - دریاچه‌های موخاندا کاخاس - منطقهٔ حفاظت شدهٔ گیاه و زمین شناختی آتشفشان پولولاهوآ - باغ وحش کیتو - منطقهٔ حفاظت شدهٔ جنگل میندو نامبیو کلود فُرِست |  |

## جمعیت‌شناسی
(سرشماری سال ۲۰۰۱)
- جمعیت:[۷] ۱٫۳۹۹٫۳۷۸
- تعداد خانوار:[۸] ۴۱۹٫۸۴۵
- نرخ بیکاری: ۹/۸٪
- نرخ بی‌سوادی: ۶/۳٪
- نرخ نیمه بیکاری:[۹] ۸/۴۳٪
- درآمد متوسط ماهانه:[۱۰] ۳۵۷دلار

نگاه کنید به کانتون کیتو = («دیستریتو متروپولیتانو دو کیتو»).

## مناطق توپوگرافیک (موضع نگاری)
کوه‌ها کیتو را به سه بخش تقسیم کرده‌اند:
- بخش مرکزی شهر قدیمی استعماری را در خود جای می‌دهد.
- بخش جنوبی بیشتر صنعتی و مسکونی است (منطقهٔ مسکونی طبقهٔ کارگر)
- بخش شمالی کیتوی امروزی است با ساختمان‌های بلند، مراکز خرید، منطقهٔ اقتصادی و مناطق مسکونی طبقات بالاتر اجتماع. فرودگاه بین‌المللی مریسکال سوکره در بخش شمالی قرار دارد.[۱۱]

## تقسیمات سیاسی
از زمان انتخابات سیاسی اکتبر سال ۲۰۰۴ کیتو به ۱۹ بخش انتخاباتی شهری («Distritos electorales y parroquias urbanas de QUITO») تقسیم شد. این بخش‌ها با بخش‌های شهرداری که مرزهای آن را شهرداری کیتو تعیین می‌کند، متفاوت هستند و مرزهای آن را سازمان‌های انتخاباتی مشخص می‌کنند.
بخش‌های زیر ۱۹ بخش انتخاباتی این شهر هستند:
| - الوی الفارو - بن‌الکاسار - چاپیکروس - چیوگایو - کوتوکویائو - ال سالوادور - گونسالس سوارس - گواپولو | - لا فلورستا - لا لیبرتاد - لا مگدانلا - لا ویسِنتینا - سن بلاس - سن مارکوس - سن روکه - سن سباستین | - سانتا باربارا - سانتا پریسکا - ویا فلورا |  |

## کیتوی شمالی

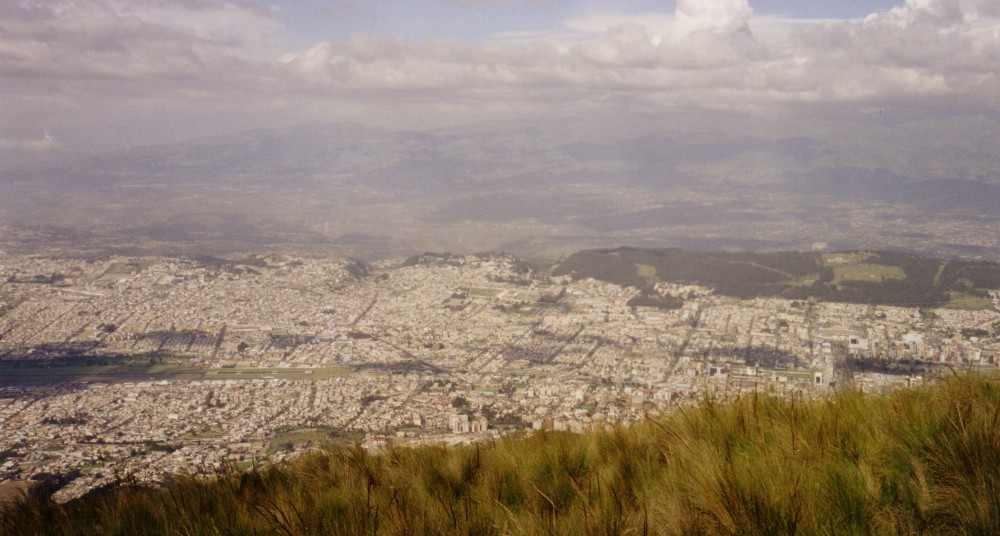
نمایی از جهت شمال‌شرقی آتشفشان پیچینچا

بخش شمالی کیتو جایی است که منطقهٔ اصلی تجاری شهر در آن واقع شده‌است. این بخش همچنین منطقهٔ سکونت طبقات متوسط و بالای جامعه است و تعداد بسیار زیادی ساختمان را در خود جای داده‌است. فرودگاه بین‌المللی شهر و مناطق اصلی تفریحی نیز در این بخش واقع شده‌اند.

## موزهٔ مرکزی دل بانکو
این موزه نمایشگاه جامعی از هنر، تاریخ و فرهنگ اکوادوری است. در طبقهٔ همکف این موزه مجموعهٔ بزرگی از ظروف سفالی، مجسمه‌ها، طلا، سنگ‌ها و حتی یک بدن مومیایی که مربوط به دورهٔ پیش از استعمار (شامل دورهٔ پیش از اینکاها) است به چشم می‌خورد. در آنجا همچنین ماکتهای هرچند تحریفشده اما قابل توجهی وجود دارند که کمک می‌کنند بتوانیم تصور کنیم بخش‌های مختلف اکوادور، از قلعهٔ پامبامارکا گرفته تا مجموعهٔ سنگ‌چین‌های کوچاسکویی به چه شکل بوده‌اند. مهم‌ترین قسمت این مجموعه یک ماسک آفتابی طلا مربوط به فرهنگ لا تولیتا است. طبقهٔ دوم به هنر دوران استعمار تعلق دارد؛ در این قسمت تعداد زیادی نقاشی و مجسمه با موضوع‌های مذهبی به نمایش گذاشته شده‌است. طبقهٔ سوم به هنر اکوادوری معاصر اختصاص یافته.

## پارک‌ها
- پارک متروپولیتنو[۱۳] با ۱٫۳۷۶ جریب (۵۷/۵کیلومتر مربع) مساحت بزرگ‌ترین پارک در آمریکای جنوبی است. (به عنوان مقایسه، پارک مرکزی عظیم نیویورک ۸۴۳ جریب (۴/۳کیلومتر مربع) مساحت دارد) این پارک بر دامنه‌های شمال کیتو، پشت استادیوم (فوتبال) المپیک آتاهوالپا واقع شده‌است. پارک متروپولیتنو برای دوچرخه سواری کوهستانی، پیاده‌روی، یا دویدن محل مناسبی است. بیشترین بخش این پارک جنگل اوکالیپتوس است که راه‌های باریکی از میان آن گذشته‌است. مجسمه‌های زیادی در این پارک به نمایش عمومی گذاشته شده‌اند. در این پارک ۴ محل مخصوص وجود دارد که مردم می‌توانند از آن برای پیک نیک یا کباب‌پزی استفاده کنند. قسمت شرقی پارک دید کوتوپکسی، آنتیسانا[۱۴] و حوزهٔ رود گوایابامبا را دارد.
- لا کارولینا[۱۵] پارکی ۵/۱۶۵جریبی (۶۷۰٫۰۰۰ مترمربعی) است که در بخش بن‌الکاسار در قسمت میانی منطقهٔ تجاری و خرید کیتو، بین خیابان‌های آماسوناس، شیریس و نسیونِس اونیداس واقع شده‌است. اهالی کیتو آخر هفته‌ها را در لا کارولینا جمع می‌شوند تا فوتبال، بسکتبال، اکوا-والی (مدل اکوادوری والیبال که در آن تأکید کمتری بر آبشار برای کسب امتیاز می‌شود؛ بیشتر بر پرتاب تکیه دارد و بازیکنان اجازه دارند مانند فوتبال از پاهایشان استفاده کنند) بازی کنند، ورزش‌های هوازی انجام دهند، کایت هوا کنند، بدوند، چیزی بخورند یا فقط مردمی را که قدم می‌زنند تماشا کنند. در قسمت جنوبی پارک برکه کوچکی هست که در آنجا می‌توان قایق‌ها پدالی کرایه کرد؛ در این قسمت یک پارک اسکیت برای دوچرخه سواری و اسکیت بازی کردن نیز وجود دارد. مشهور است که هنرمندان در آخر هفته‌ها در این پارک هنرنمایی می‌کنند. بازدیدکنندگان درقسمت غربی پارک به مرکز نمایشگاه کیتو[۱۶] که هر ماه نمایشگاه‌های مختلفی برگزار می‌کند برخورد خواهند کرد؛ باغ‌های گیاه‌شناسی کیتو و یک ویواریوم (مجموعه‌ای از نمونه‌های مختلف جانوری و گیاهی) نیز در این قسمت از پارک قرار دارند.
- ال اخیدو[۱۷] پارکی است که بین بخش قدیمی شهر و قسمت جدید آن واقع شده‌است. این پارک به خاطر صنایع دستی‌ای که هر هفته شنبه‌ها و یکشنبه‌ها در آن به فروش گذاشته می‌شود مشهور است. نقاشان محلی نسخه‌های بدل نقاشی‌های اوسوالدو گوایاسمین،[۱۸] ادواردو کینگمن یا گونسالو اندارا کرو را در اینجا می‌فروشند. اوتاوالنوس پولیورهای سنتی، پانچو، فرش و جواهرآلات می‌فروشد.
- پارک لا الَمدا[۱۹] قدیمی‌ترین رصدخانه[۲۰] را در آمریکای جنوبی داراست. در این پارک مجسمهٔ یادبودی از سیمون بولیوار وجود دارد و نیز دریاچه‌ای که می‌توان در آن قایق کرایه کرد.

## شهر قدیمی
مرکز تاریخی، که به «سنترو هیستوریکو» معروف است در کنار مرکز تاریخی کراکو (کراکویا)  در لهستان به عنوان اولین مکان فرهنگی میراث جهانی یونسکو در سال ۱۹۷۸م انتخاب شد. این مرکز دارای بازارهای زیبای فراوان (که معروفترین آن‌ها بازار استقلال است) و کلیساهایی با معماری منریست و باروک می‌باشد. کلیسای جامع، صومعه و کلیسای سن‌فرانسیسکو، که بزرگ‌ترین ساختمان دورهٔ استعمار است که اسپانیایی‌ها در آمریکای جنوبی ساخته‌اند، کلیسای ال ساگاریو، کلیسا و صومعهٔ سانتو دومینگو و کلیسای جامعهٔ یهود یا «لا کامپانیا که با الگو گرفتن از کلیسای جسو در رم ساخته شده از جملهٔ این کلیساها می‌باشد. چندین موزه نیز در این مرکز وجود دارد که بسیاری از آن‌ها به هنر و تاریخ دورهٔ استعمار اختصاص دارد؛ برخی از مشهورترین این موزه‌ها عبارتند از:موزهٔ شهر (موسئو د لا سیوداد)، مرکز فرهنگی متروپولیتن و موزهٔ صومعهٔ سن‌فرانسیسکو. مراکز خرید در اطراف این منطقه پراکنده‌اند.
فهرستی از بناها و کلیساهای میراث یونسکوی کیتو به همراه شرحی از هر یک در این سایت آمده‌است

## ال پانسییو
ال پانسییو تپه‌ای است به ارتفاع حدود ۹٫۸۹۵ پا (۳٫۰۱۶متر) از سطح دریا که در وسط شهر واقع شده‌است.
مجسمهٔ مریم مقدس بر قلهٔ ال پانسییو قراردارد.
و از بیشتر نقاط شهر کیتو قابل رویت است. این مجسمه بر اساس مجسمه‌ای که اثر برناردو د لگاردا بوده در زمان استعمار اسپانیایی‌ها ساخته شده و به نام «لا ویرخِن د کیتو» معروف است.
در سال ۱۹۷۶ م آگوستین د لا هران ماتوراس به فرمان مذهبی اوبلیتها به کار گماشته شد تا مجسمهٔ آلومینیومی یاد بود مریم عذرا را به ارتفاع ۵/۱۳۴ پا (۴۱متر) بسازد؛ این مجسمه بر پایهٔ بلندی بر روی پانسییو نصب شد. این مجسمه از هفت هزار قطعهٔ آلومینیومی ساخته شده‌است. مجسمه در تاریخ ۲۸ مارس ۱۹۷۶ به دست یازدهمین اسقف اعظم کیتو، پابلو مونیوس وگا، پرده‌برداری شد.
مریم بر روی یک کره ایستاده و بر روی یک مار قدم گذاشته، که البته تمثال‌شناسی سنتی مریم عذرا است. آنچه که کاملاً سنتی نیست اینست که او دو بال دارد. مردم کیتو با افتخار ادعا می‌کنند این تمثال تنها تمثالی از مریم در جهان است که مانند فرشته دو بال دارد. در ساخت این مجسمهٔ یادبود از مجسمهٔ مشهور «ویرخِن د کیتو» (مریم عذرای کیتو) اثر برناردو د لگاردا در سال ۱۷۳۴ که به نام «رقصنده» نیز مشهور است، و در حال حاضر زینت بخش محراب اصلی کلیسای سن‌فرانسیسکو است، الهام گرفته شد. این تمثال مریم عذرا نشانگر نقطهٔ عطفی در مکتب هنر کیتو (که یکی از مشهورترین مکاتب قارهٔ آمریکا است) می‌باشد زیرا مریم عذرا را با حرکت‌های فراوان نشان می‌دهد که در واقع در حال رقص است در مقابل مریم عذرای ثابت سنتی که در قرن ۱۸ خلق می‌شد.

## تراموای هوایی به کروس لوما
تراموای هوایی در کروس لوما (بخشی از رشته کوه‌های پیچینچا در ارتفاع حدود ۱۳٫۱۲۳ پا؛ ۴٫۰۰۰ متر). ساختمان‌های بسیاری (۱۰ طبقه یا بیشتر) طی ۳۵ سال گذشته در اطراف مرکز اقتصادی شهر ساخته شده‌اند.
از ماه ژوئیه سال ۲۰۰۵ کیتو یک تراموای هوایی دارد که به «تله‌فریکو» مشهور است. مسیر این تراموا از مرکز شهر است تا تپهٔ معروف به کروس لوما در سمت شرقی آتشفشان پیچینچا. بازدیدکنندگان با سوار شدن بر تراموا می‌توانند به ارتفاع حدود ۱۲٫۰۰۰پایی (بیش از ۴٫۱۰۰ متری) بروند که چندین رستوران، کافی شاپ و مغازه‌های مختلف وجود دارد. دمای هوا در آنجا چندین درجه سردتر از خود کیتو است.
همچنین راه‌های باریکی نیز برای پیاده‌روی وجود دارد.
علاوه بر تراموای هوایی به کروس لوما تله‌فریکو به‌طور کلی مرکزی است برای بازدیدکنندگان که جذابیت‌های توریستی فراوانی دارد، از جمله: یک شهر بازی (پارک ولکانو)، غذاخوری‌های مناسب، کالسکه سواری، بازی پینت بال، مراکز خرید، مراکز بزرگ فروش مواد غذایی و مکان‌های دیگر

## خارج از شهر
لا میتاد دل موندو (به معنی وسط جهان) شهر کوچکی است که تحت ادارهٔ استانداری پیچینچا است و در فاصلهٔ ۲۲ مایلی (۳۵ کیلومتری) شمال کیتو بر روی خط استوا واقع شده‌است؛ بازدیدکنندگان آنجا از بنایی دیدن می‌کنند که به نشانهٔ وسط جهان یعنی محل تلاقی خط استوا و نصف‌النهار مبدأ ساخته شده و موزه‌ای تاریخی و نیز یک آسمان نما، چندین نمایشگاه و فروشگاه را در خود جای داده‌است.
پولولاهوآ آتشفشانی است که چندان فاصله‌ای از لا میتاد دل موندو ندارد. این آتشفشان حفره یا دهانه‌ای دارد که از نقطه‌ای که با ماشین قابل دسترس است، دیده می‌شود.
باغ وحش کیتو در نزدیکی روستای گوایابامبا در حدود ۱۲ مایلی (۲۰کیلومتری) کیتو قراردارد. این باغ وحش دارای بزرگ‌ترین مجموعهٔ جانوران بومی در اکوادور، از جمله چندین حیوان که از بازار غیرقانونی پوست باز پس گرفته شده‌اند، می‌باشد.

## تیم‌های فوتبال حرفه‌ای
1. لیگا دپورتیوا اونیورسیتاریا
2. سوسیداد دپورتیوا اوکاس
3. باشگاه دپرتیوو ال نسیونال
4. سوسیداد دپورتیوو کیتو

## همچنین نگاه کنید به
| - اکوادور - گوای‌اکیل - ال پانسییو | - کوارنتا - میتاد دل موندو - جهان ۶۶: کیتو | - ویکی‌تراول: کیتو - چارلز ماری د لا کوندامین - نقاشان آمریکای لاتین |  |

شهرهای خواهر:
- بوئنُس ایرس، آرژانتین
- بوکستن، انگلستان

## نگارخانه

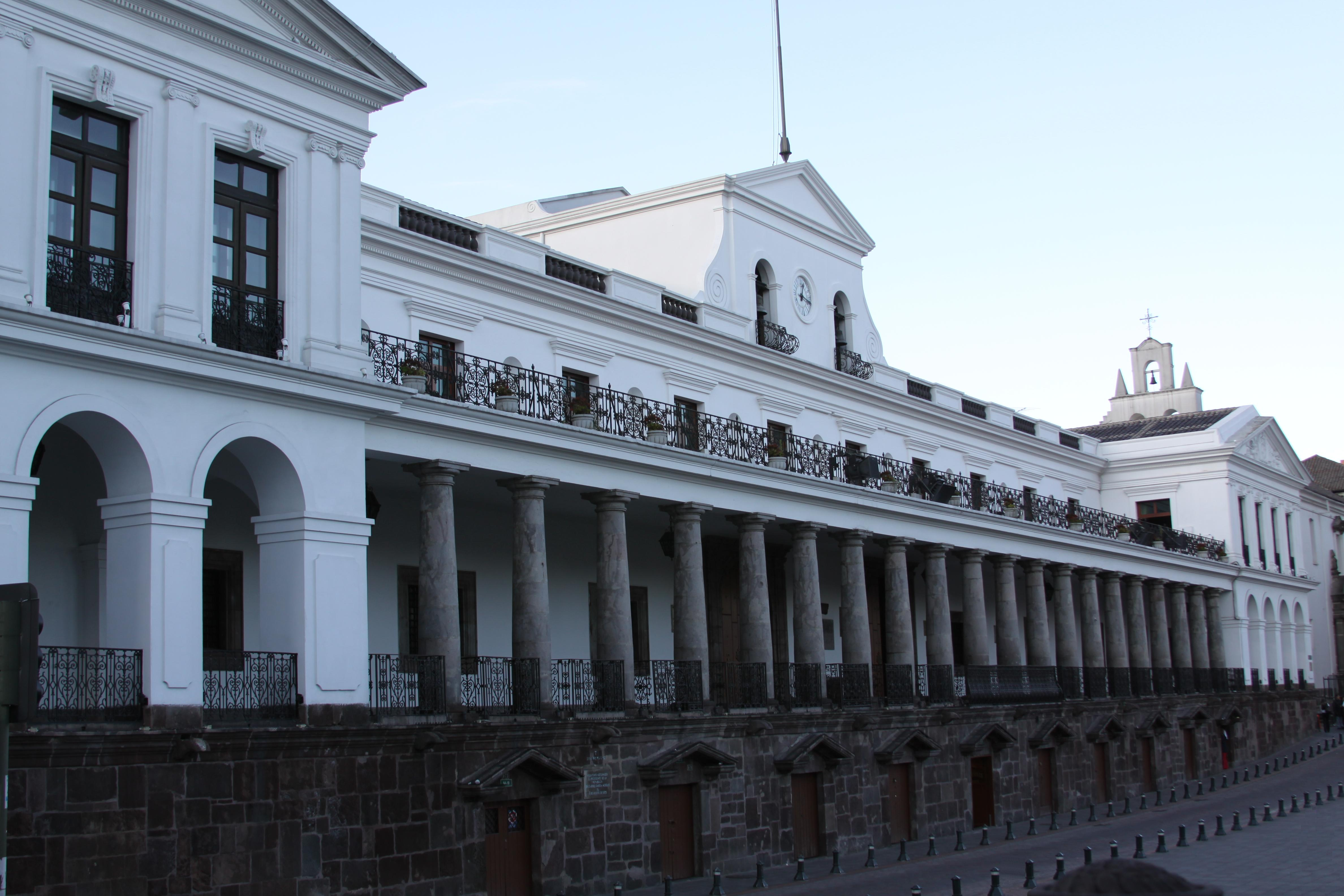
کاخ کاروندلت، دفتر و خانه روسای جمهور اکوادور.
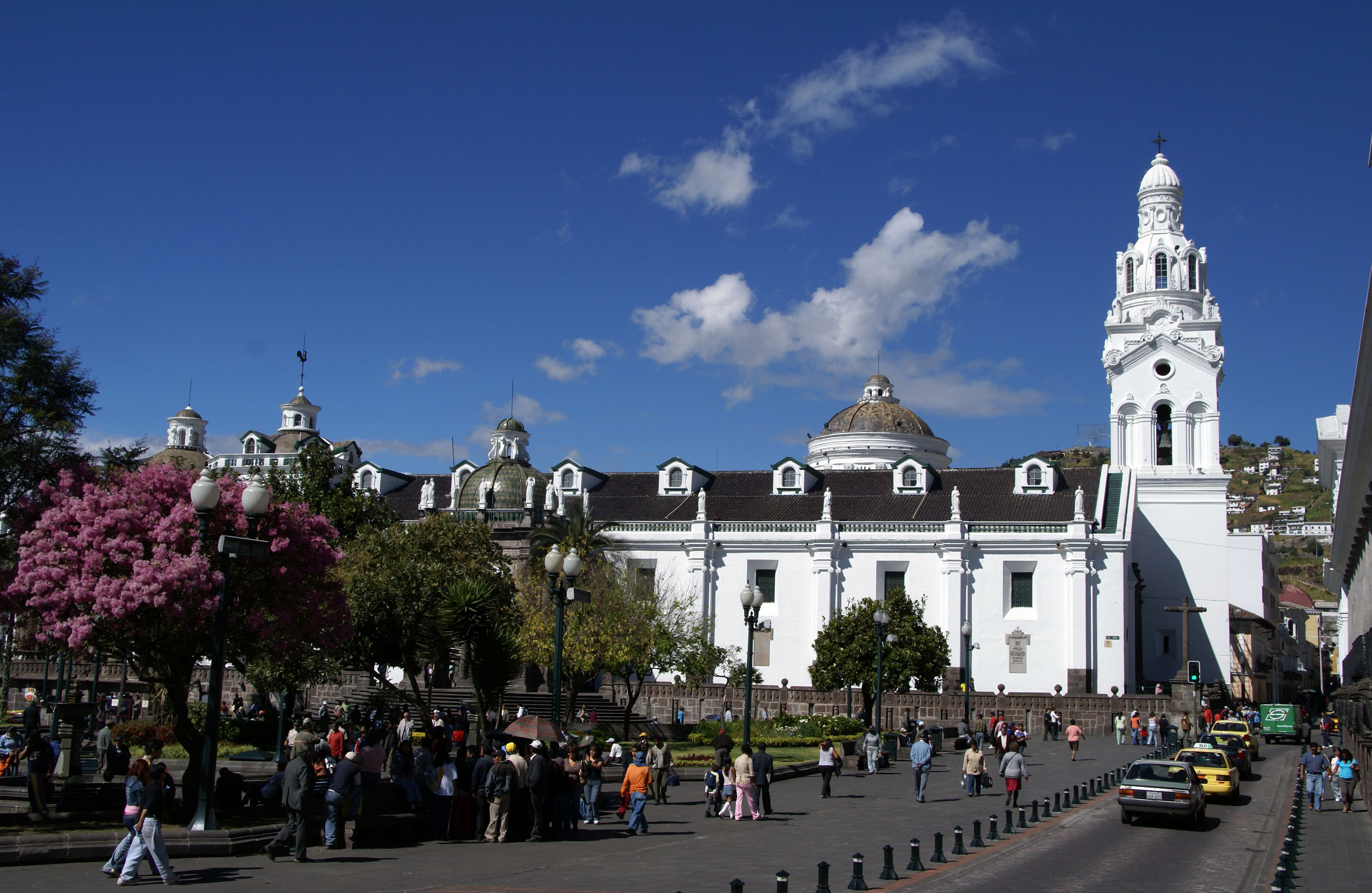
کلیسای جامع کیتو
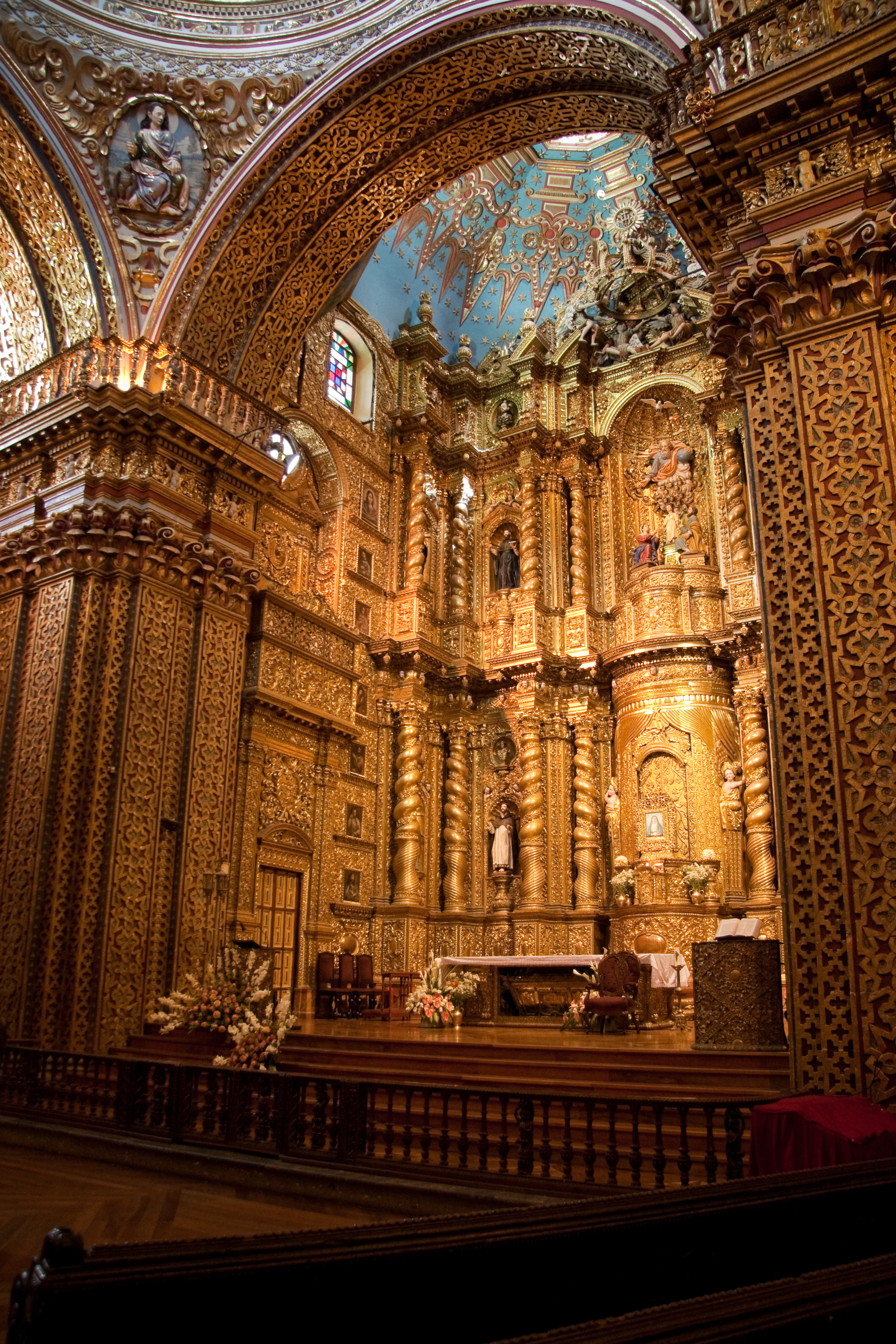
کلیسای شرکت عیسی
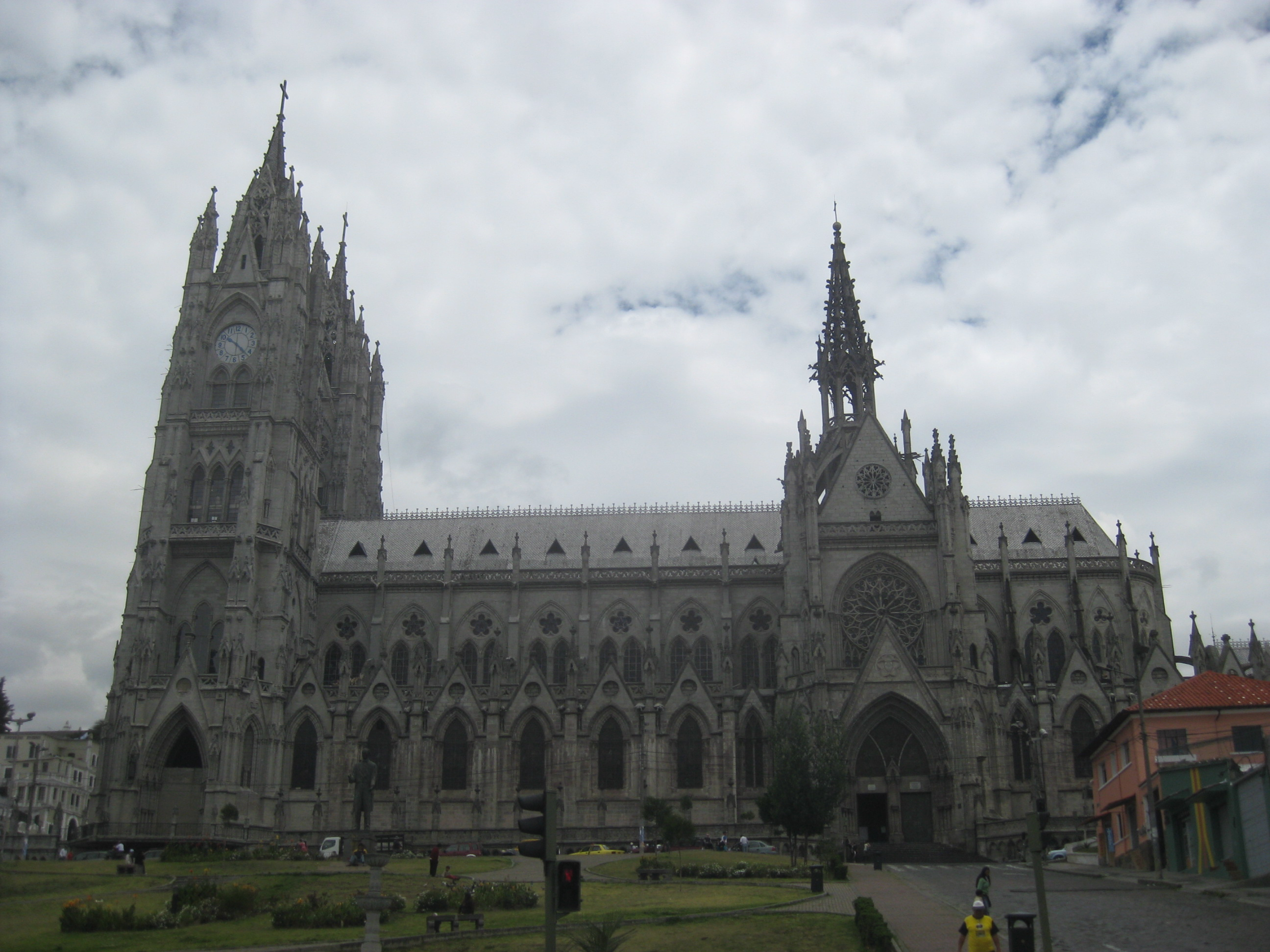
بازیلیکای نذر ملی
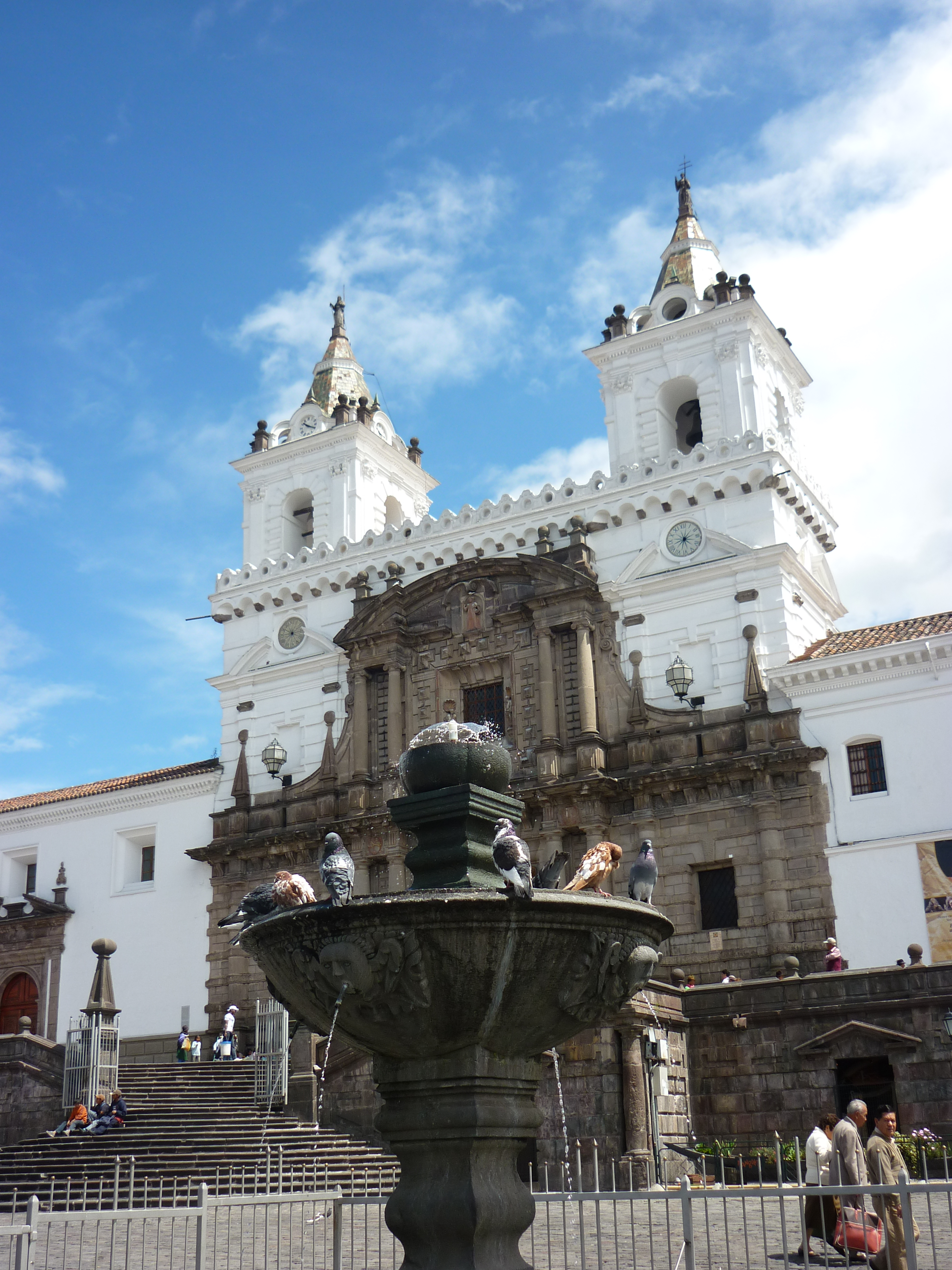
کلیسای سانفرانسیسکو
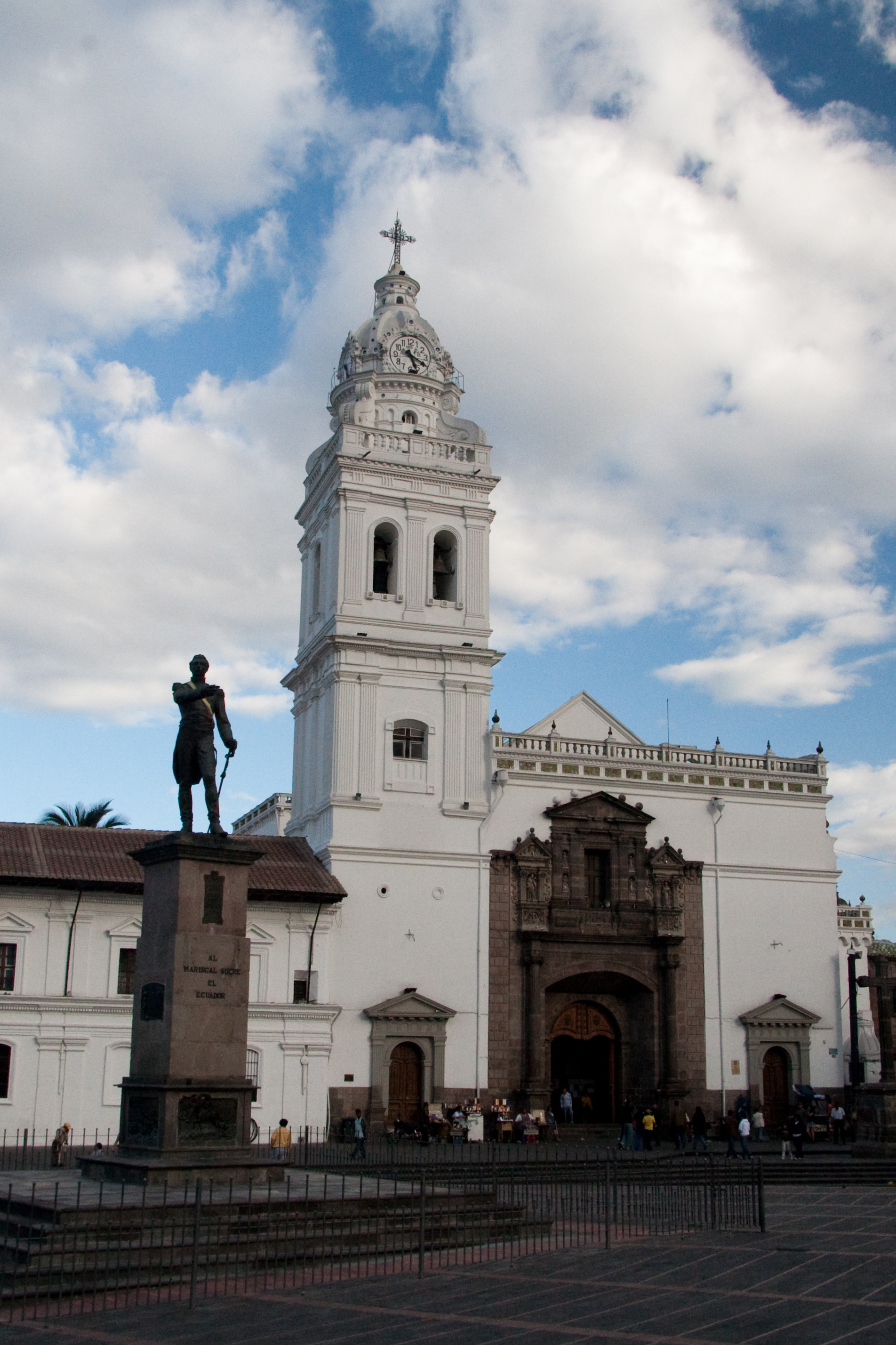
نمایی از کلیسای سانتو دومینگو